# Protoestrator
El protoestrator o protostàtor (grec medieval: πρωτοστράτωρ) fou una dignitat àulica romana d'Orient que tenia els seus orígens en el mestre dels estables imperial. La seva proximitat a l'emperador li donava molta visibilitat en les cerimònies imperials i serví de trampolí per a persones competents, com ara Manuel l'Armeni o els futurs emperadors Miquel II i Basili I, en la seva progressió cap a cotes encara més altes. A partir del segle xi, guanyà importància, tot deixant de ser un càrrec amb competències reals i convertint-se una dignitat concedida a alts membres de la cort. A partir del segle xiii, es permeté que diverses persones ocupessin el càrrec alhora i es considerava la vuitena dignitat més alta de la cort. Al llarg de la història, la majoria dels protoestrators foren alts comandants militars. La forma femenina del títol, que es concedia a les mullers dels protoestrators, era protoestratoressa (πρωτοστρατόρισσα).

## Història i evolució

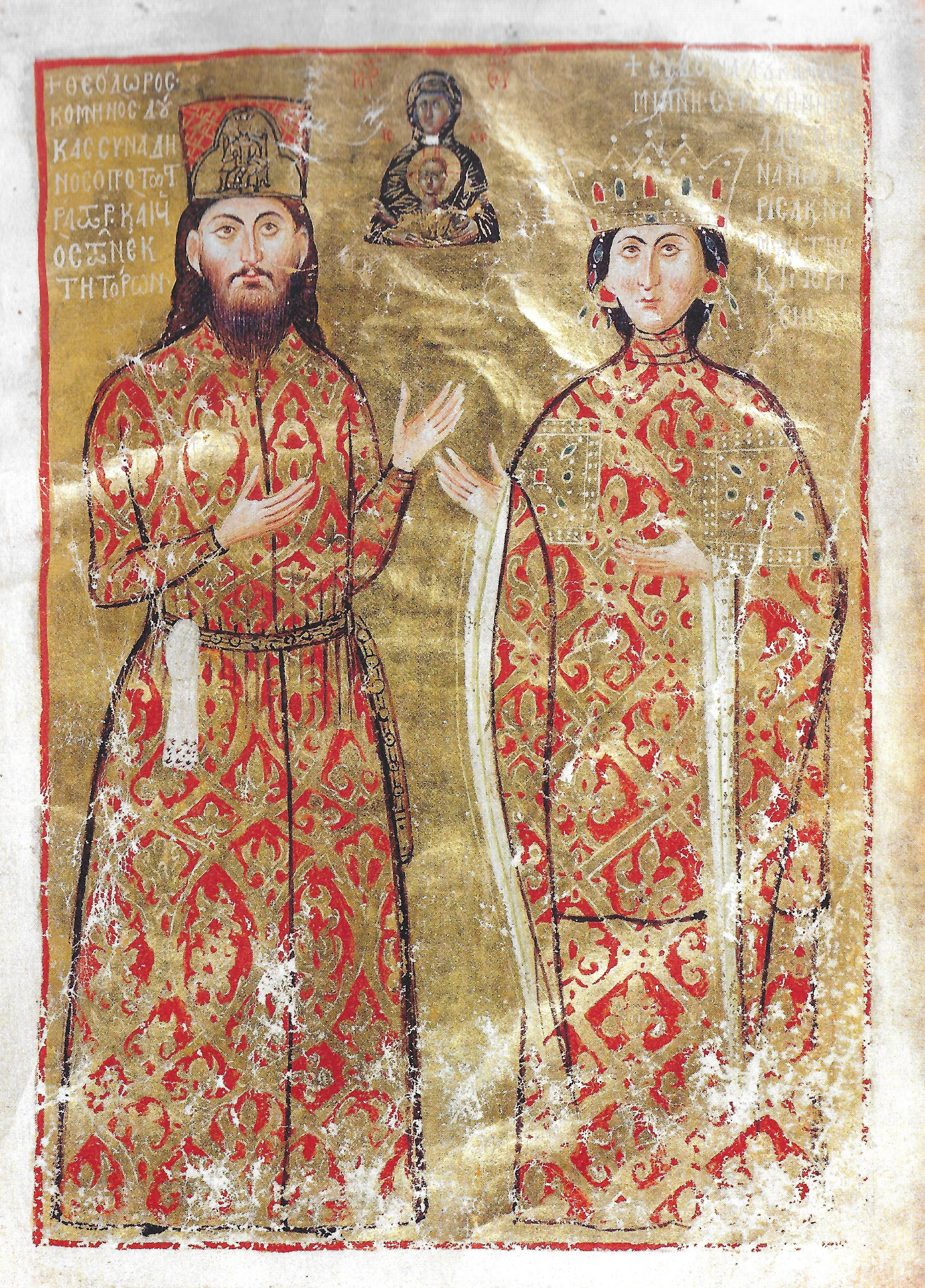
El protoestrator Teodor Sinadè i la seva muller en vestimenta de cort, del Típicon de Lincoln (1328-1344)

El nom de la dignitat significa ‘primer estrator’ i reflecteix els seus orígens com a cap de l'ordre imperial (taxis) dels estrators (στράτορες, ‘mossos de quadra’), que formaven una schola stratorum, com s'ha documentat en el cas del personal del prefecte del pretori d'Àfrica al segle vi. Durant el regnat de Justinià II (r. 685-695 i 705-711) hi hagué un domèstic dels estrators, mentre que el 712 hi hagué un protoestrator d'Opsícion que es deia «Ruf». El primer personatge d'una certa importància a ocupar el càrrec fou l'espatari Constantí, fill del patrici Bardanes, esmentat cap al final d'una llista de víctimes de la persecució iconoclasta sota Constantí V (r. 741-775) el 765. L'espatari Constantí també és el primer titular conegut del càrrec de «protoestrator imperial» (βασιλικός πρωτοστράτωρ, vassilikós protostràtor).